# 泽普县
泽普县（維吾爾語：پوسكام ناھىيىسى‎）是中国新疆维吾尔自治区喀什地区所辖的一个县。人口約21.5万人，县人民政府駐泽普镇團結西街118號。
著名的泽普骏枣产自本县。这个中原古老果品落户泽普仅几十年时间，却由于特殊的气候、土壤、光照条件，而表现出远优于中原同类的品质，果实硕大，肉质绵软，甜度极高，表皮鲜红光亮纤薄，山西交城族亲望尘莫及，而且比中原同类病虫害显著减少，产量显著提高。

## 行政区划
泽普县下辖1个县辖区、2个镇、10个乡、1个民族乡：
奎依巴格区、泽普镇、奎依巴格镇、波斯喀木乡、依玛乡、古勒巴格乡、赛力乡、依肯苏乡、图呼其乡、奎依巴格乡、阿克塔木乡、阿依库勒乡、布依鲁克塔吉克族乡、桐安乡、泽普县良种场和泽普县国营林场。

## 名稱由來
據馮承鈞《西域地名》說，流經澤普縣的葉爾羌河別名為澤拉夫尚河，清時稱澤普勒善河，省稱即為澤普。

## 人口
2020年末，根據全國第七次人口普查統計數據顯示：全县常住人口为214543 人。

## 交通
- 219国道过境。
- 315国道过境。